# Pedro Coll
Pedro Coll (¿?, ¿? - Barcelona, 1595) fue un organista, compositor y maestro de capilla español.

## Vida
Se desconoce el origen o la fecha de nacimiento de Pedro Coll. Parece que estudió con Pedro Alberch Vila, organista de la Catedral de Barcelona entre 1536 y 1582. Hay noticias de dos hermanos, Francisco y Diego Coll, maestro de capilla y músico respectivamente, en el entrono de la iglesia de San Miguel de Barcelona entre 1636 y 1638, que es posible que fuesen familia de Pedro Coll. De hecho, se conserva un albarán manuscrito de Pedro Coll de 1537 reconociendo el recibimiento del salario como organista de San Miguel.

Yo Pedro Coll organista me tengo por contento de vosotros señores obreros que me habéis pagado diez sous por cumplimiento a seis libras y media por el salario del año pasado [1536] de tocar el órgano de la presente iglesias y porque es verdad hago la presente de mi mano a 22 de abril de 1537.

El 27 de agosto de 1562 sucedió a Onofre Martínez en el magisterio de la Catedral de Vich. Entre 1566 y 1570 también ocupó la organistía, además del magisterio. Parece ser que Pedro Alberch, gracias a su estrecha colaboración con la metropolitana vigatense, había recomendado a Coll, uno de sus discípulos, como maestro de capilla.
El 21 de enero de 1573 fue nombrado organista de la iglesia de Santa María del Mar de Barcelona. Con excepción de una breve estancia en el magisterio de la Catedral de Tarragona, donde está mencionado el 16 de agosto de 1578, permaneció en la organistía de Santa María del Mar hasta su fallecimiento. Durante este tiempo ocupó diversos beneficios y capellanías en el entorno de Barcelona, entre las que se cuentan en 1576 la iglesia de Santa María de Mediona, en 1578 la iglesia de Santa María de Villafranca del Panadés y en 1584 las iglesias de Santa María del Pino y Santa María del Mar.
En 1578 los mosens Miquel Doms, Bernat Joan de Yvorra, Pere Benet Bals, Pere Çabata y Pere Sancta Maria de Santa María del Mar firmaban una capitulación con Pedro Coll:

[...] com aquell haye seruit ab tota legalitat bondat y diligentia conue pera dit carrech y dessy auant se spera que dit carrech seruira ab major feruor y diligentia si se li fa alguna remuneratio [...] Attes y considerat que com lo dit Mn. Pere Coll per lo poch salari se li dona per lo dit carrech de sonar dit orgue y aquell no poderse sustentar ab dit salary y com en altres parts se li haya ofert pera consemblant carrech, vista sa abilitat y bondat, molts majors y molt més accessius salaris que no se li dona en la present Iglesia de Santa Maria de la Mar [...] y per ornament de dita Sglesia y parrochia conuingue que lo dit Mossèn Pere Coll reste y romangue ab lo dit carrech, lo qual no entén romandrer y restar ab aquell que no se li fassa alguna remuneratio per los bons serueys que fins assi te fets y de assi hauant spera fer y també que se li excedesca en alguna cosa al salari que fins assi se li dona per lo dit carrech. [...]
[...] como aquel ha servido con toda legalidad bondad y diligencia conoce para dicho cargo y desde ahora se espera que dicho cargo servirá con mayor fervor y diligencia si se le hace alguna remuneración [...] Visto y considerado que como el dicho Mosén Pere Coll por el poco salario se le da por dicho cargo de [hacer] sonar dicho órgano y aquél no poder sustentar con dicho salario y como en otras partes se le haya ofrecido para semejante cargo, vista su habilidad y bondad, muchos mayores y mucho más accesorios salarios que no se le da en la presente Iglesia de Santa María de la Mar [...] y por ornamento de dicha Iglesia y parroquia conozca que el dicho Mosén Pere Coll reste y permanezca con dicho carro, el cual no entiende permanecer y restar con aquel que no se le haga alguna remuneración por los buenos servicios que hasta ahora tiene hechos y a partir de ahora espera hacer y también que se le exceda en algo al salario que hasta así se le da por dicho cargo.
12 de octubre de 1578)

En la capitulación se decidió renovarlo en el cargo de organista y darle 400 libras como remuneración, continuando con el salario de 10 libras anuales.
El 27 de mayo de 1591 Coll informa a la comunidad de presbíteros de Santa María del Mar que ya que hacía seis años que estaba impedido por la edad y la mala salud, y ya no podía tocar el órgano. En esa fecha solicitaba a la comunidad de presbíteros de la iglesia un ayudante, además de una subida del salario de 10 libras anuales a 20 libras anuales. Fallecería cuatro años más tarde, en 1595, en Barcelona.

## Obra
No se conservan composiciones de Pedro Coll.